# Thorectes sericeus
Thorectes sericeus es una especie de coleóptero de la familia Geotrupidae.

## Distribución geográfica
Habita en Francia.